# André Heuzé
André Heuzé (5 de diciembre de 1880 - 16 de agosto de 1942) fue un guionista, director, actor cinematográfico y dramaturgo de nacionalidad francesa, activo principalmente durante la época del cine mudo.
También llamado André Heuse, su nombre completo era André Léon Louis Heuzé, y nació en París, Francia.

## Filmografía

### Director
- 1906 : La Course à la perruque
- 1908 : Mon pantalon est décousu
- 1912 : Le Sursis
- 1912 : Ma concierge est trop jolie
- 1913 : De film... en aiguilles
- 1914 : Le Bossu
- 1916 : Debout les morts !

### Guionista
| - 1905 : Dix femmes pour un mari - 1905 : Le voleur de bicyclette - 1906 : Boireau déménage - 1906 : Chiens contrebandiers - 1906 : Drame passionnel - 1906 : La course à la perruque - 1906 : La Femme du lutteur - 1906 : La Fille du sonneur - 1906 : La grève des bonnes - 1906 : La loi du pardon - 1906 : La voix de la conscience - 1906 : L'âge du coeur - 1906 : Le billet de faveur - 1906 : Les débuts d'un chauffeur - 1906 : Les dessous de Paris - 1906 : Les étudiants de Paris - 1906 : Les malheurs de Madame Durand - 1906 : Les meurt-de-faim - 1906 : Mortelle Idylle | - 1907 : À Biribi, disciplinaires français - 1907 : La course des belles-mères - 1907 : La course des sergents de ville - 1907 : La grève des nourrices - 1907 : La lutte pour la vie - 1907 : La Mort d'un toréador - 1907 : La vengeance du forgeron - 1907 : Les femmes cochers - 1908 : Le cheval emballé - 1908 : Mon pantalon est décousu - 1913 : De film... en aiguilles - 1918 : Un duel à la dynamite - 1931 : En bordée - 1935 : Le Champion de ces dames - 1936 : Le Roman d'un spahi - 1937 : La Fille de la Madelon - 1937 : Les Chevaliers de la cloche - 1938 : Ceux de demain - 1946 : The Diary of a Chambermaid, coautor de la adaptación teatral |

### Actor
- 1923 : La Rue du pavé d'amour
- 1925 : Poil de carotte
- 1928 : Le Diable au cœur
- 1928 : La grande épreuve

## Dramaturgo
- Ali-Gaga, ou du Quarante à l'heure, André Heuzé - 1905
- Tous papas, André Heuzé, Louis Feuillade - 1909
- La Petite Manon, Maurice Ordonneau, André Heuzé - 1913
- La Ceinture électrique, André Heuzé, Etienne Arnaud - 1919
- Lulu, garde ton cœur !, Etienne Arnaud, André Heuzé - 1923
- En bordée, Pierre Veber, André Heuzé - 1929
- L'Avant de ces dames, Pierre Veber, André Heuzé - 1930
- Le Roman d'une femme de chambre, escruta en colaboración con André de Lorde a partir de la novela de Octave Mirbeau, 1931
- Bonsoir Paris, 1932
- La Madone des sleepings, con André de Lorde a partir de Maurice Dekobra
- Ma tante la moukère, con Étienne Arnaud